# Olcostephanus
Olcostephanus – rodzaj głowonogów z wymarłej podgromady amonitów, z rzędu Ammonitida.
Żył w epoce wczesnej kredy (walanżyn – hoteryw).